# Drogön Chögyal Phagpa
Drogön Chögyal Phagpa (lingua tibetana: འགྲོ་མགོན་ཆོས་རྒྱལ་འཕགས་པ་, traslitterazione Wylie 'Gro mgon Chos rgyal 'Phags pa; anche scritto Dongon Choegyal Phakpa, Dromtön Chögyal Pagpa, etc.; 1235 – 1280) fu il quinto capo della scuola Sakya del Buddismo tibetano.

## Biografia
Chögyal Phagpa convertì al Buddismo Kublai Khan, capo dei Mongoli e Imperatore della Cina. Kublai Khan in seguito nominò Chögyal Phagpa Precettore Imperiale.
Nel 1269, Kublai Khan commissionò a Chögyal Phagpa di disegnare un nuovo sistema di scrittura per unificare il multilingue Impero Mongolo. Chögyal Phagpa modificò la tradizionale scrittura tibetana inventando così la scrittura Phagspa.